# Запис Пековића орах (Придворица)
Запис Пековића орах (Придворица) се налази на парцели чији је власник Пековић Живорад.

## Локација
| Општина             | Чачак                                                            |
| Катастарска општина | Придворица                                                       |
| Потес               | Јанковина                                                        |
| Координате          | 43° 52′ 00″ С; 20° 16′ 22″ И / 43.866700000000002° С; 20.2727° И |
| Надморска висина    | 636m                                                             |

## Карактеристике
Дендрометријске вредности утврђене на терену и сателитским снимцима:
| Стабло                     | Орах |
| Висина стабла              | m    |
| Обим дебла                 | m    |
| Пречник крошње             | 5m   |
| Пречник дебла              | m    |
| Висина дебла до прве гране | m    |

## База записа
Запис је у оквиру Викимедија пројекта "Запис - Свето дрво" заведен под редним бројем 0916.